# Конзалик, Хайнц Гюнтер
Хайнц Гюнтер Конзалик (нем. Heinz Günther Konsalik; 28 мая 1921[…], Кёльн, Рейнская провинция — 2 октября 1999[…], Зальцбург) — немецкий писатель, автор популярных приключенческих романов-бестселлеров (к моменту его смерти было издано свыше 80 млн экземпляров его книг, по некоторым из них поставлены фильмы).

## Биография
Уже в 10-летнем возрасте Конзалик написал свой первый роман об индейцах. С 16 лет он пишет фельетоны для кёльнских газет. Изучал медицину, театральное искусство и германистику. С 1939 года работал в гестапо. Во время Второй мировой войны был военным корреспондентом во Франции, затем солдатом участвовал в нападении на СССР, где был тяжело ранен.
После окончания войны работал сначала лектором, затем заместителем редактора юмористического журнала. С 1951 г. — свободный писатель, его книги быстро приобретают популярность, особенно после выхода в 1956 году романа Der Arzt von Stalingrad («Сталинградский врач»).

## Труды

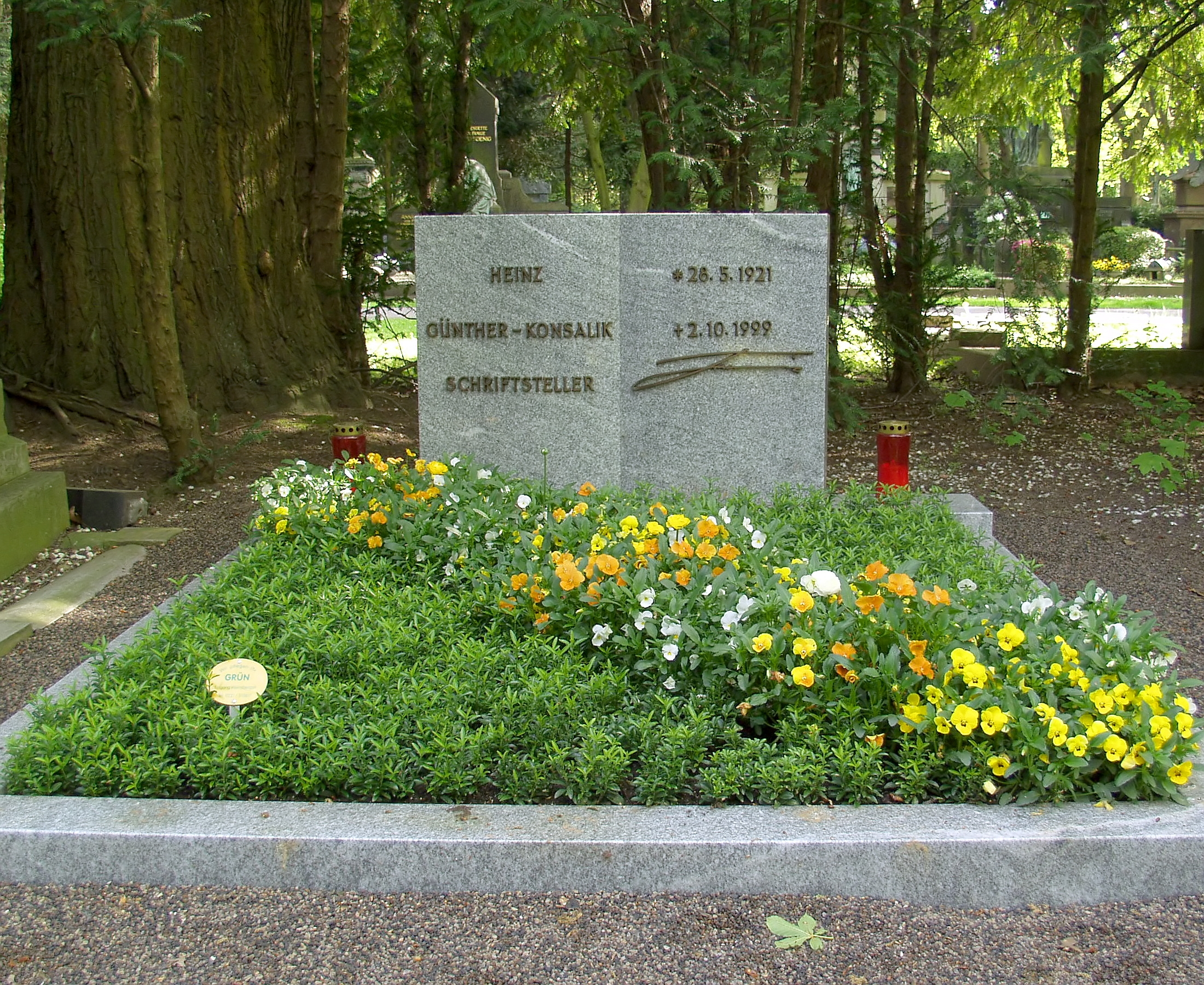
Могила Конзалика на кёльнском кладбище Мелатен

Конзалика можно назвать своего рода немецким аналогом Юлиана Семёнова. Многие из его книг посвящены Второй мировой войне. По мнению некоторых читателей, Конзалик иногда пытается найти оправдание действиям немецкой армии или приукрасить их. Например, в приключенческом романе «Их было десять» (1979) Конзалик описывает попытку покушения на Сталина в 1944 году, когда с этой целью в советский тыл было заброшено 10 немецких офицеров родом из Прибалтики. Некоторые из них с лёгкостью устраиваются на работу в Кремль… и однажды машина Сталина взрывается от немецкой мины, при этом погибает и один из участников акции. Однако, оказывается, что ему удалось уничтожить лишь двойника Сталина.
Многие произведения Конзалика посвящены России и россиянам. Например, в своём романе «Неприличная фотография» (Das unanständige Foto, 1979) он высмеивает лицемерие и провинциальные нравы жителей вымышленного городка Ново Корсаки: молодой геолог Виктор Янковский приносит фотографу Никите Романовичу Бабаеву фотографию неизвестной голой женщины. Возмущённый увиденным, Бабаев докладывает об этом секретарю горкома Каустину, вследствие чего начинается полномасштабное расследование с целью выяснения личности непристойно позирующей женщины, лица которой не видно на фотографии. К расследованию привлекаются доктор Лаликов, местный священник Мамедов и некоторые другие уважаемые жители города. Однако, вскоре Каустин начинает подозревать, что таинственной женщиной является или его собственная жена Вера, или любовница Дуняша. Дело приобретает неожиданный оборот и в водоворот взаимных подозрений, обвинений и интриг начинает вовлекаться всё больше и больше людей, чьё ханжество и лицемерие раскрываются по мере развития сюжета.
Многих русскоязычных читателей произведения Конзалика могут позабавить такими курьёзами, как отчества «Петронович», «Владимиронович», населённый пункт «Новый Карпырдак» и др. Всего Конзаликом было написано и опубликовано более 150 романов. Такая плодовитость вызвала подозрение в наличии «бригады» литературных подмастерьев.
Наиболее часто издаваемые в Европе произведения Конзалика (кроме указанных выше):
- Штрафной батальон 999 (Strafbatallion 999. 1960)
- Ночи любви в тайге (Liebesnächte in der Taiga. 1966)
- Ангел забытых (Engel der Vergessenen. 1975)
- Женский батальон (Frauenbatallion. 1981)
- Пленник пустыни (Der Gefangene der Wüste. 1987)
- Янтарная комната (Bernsteinzimmer)

Являлся литературным «оппонентом» Йоханнеса Зиммеля. Публиковался также под псевдонимами Бенно фон Маррот и Йенс Беккер.

## Фильмография
- «Врач из Сталинграда» (1958)
- «Штрафной батальон 999» (1960) — х/ф, ФРГ